# Peter Baldwin
Peter Baldwin (Winnetka, 11 januari 1931 – Pebble Beach, 19 november 2017) was een Amerikaans acteur en regisseur.

## Levensloop en carrière
Baldwin maakte zijn filmdebuut in 1953. Zijn bekendste rollen zijn die van Johnson in Stalag 17 en van luitenant Walker in Little Boy Lost, beide uit 1953. Vanaf 1972 regisseerde hij films. In 1988 won hij een Emmy voor de regie van The Wonder Years.
Baldwin overleed in 2017 op 86-jarige leeftijd in zijn huis in Monterey County, Californië.
- Bibliothèque nationale de France: cb157471852 (data)
- Gemeinsame Normdatei: 141910690
- International Standard Name Identifier: 0000 0001 1437 5952
- Library of Congress Control Number: no98066910
- Nationale Bibliotheek van Tsjechië: xx0153067
- Istituto Centrale per il Catalogo Unico: LO1V044058
- Système universitaire de documentation: 189961147
- Virtual International Authority File: 9461943
- WorldCat: E39PBJhRP9hrypWJmxBRv6JMT3